# سكرية (وعاء)

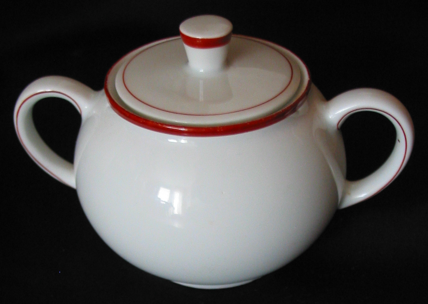
سكَّرِيَّة.

السُكَّرِيَّة (الجمع: سُكَّرِيَّات) هو صحن صغير يوضع فيه السكر. يقدم عادة مع الشاي ويستعمله في الأغلب من لا يشرب الشاي الحلو أو من يريد أن يتحكم في حلاوة الشاي.

## طالع أيضًا
- ملقطة سكر